# Bonne
Bonne, inoffiziell auch Bonne-sur-Menoge genannt, ist eine französische Gemeinde im Département Haute-Savoie in der Region Auvergne-Rhône-Alpes.

## Geographie
Bonne liegt auf 500 m, etwa 14 Kilometer ostsüdöstlich der Stadt Genf (Luftlinie). Das Dorf erstreckt sich in der Talniederung der Menoge bei der Einmündung des Foron sowie auf einem Vorsprung nördlich des Tales (Haute Bonne), am Rand des Arvetals, am Südfuß des Bergkamms Les Voirons.
Die Fläche des 8,58 km² großen Gemeindegebiets umfasst einen Abschnitt des unteren Arvetals. Das Gebiet wird von Osten nach Westen von der Menoge (rechter Zufluss der Arve) in einem rund 30 m in die Umgebung eingetieften Tal durchflossen. Südlich der Menoge reicht das Gemeindeareal auf das Plateau von Loëx (bis 520 m). Nach Norden erstreckt es sich über den Hang von Les Voirons bis auf einen Vorsprung unterhalb von Le Pralère, auf dem mit 1303 m die höchste Erhebung von Bonne erreicht wird.
Die Gemeinde besteht aus den Ortschaften Haute Bonne und Basse Bonne sowie verschiedenen Weilersiedlungen, darunter Loëx (518 m) auf dem Plateau zwischen Arve und Menoge, Chamagnou (520 m) am Fuß von Les Voirons und Lachat (915 m) am Südhang von Les Voirons. Nachbargemeinden von Bonne sind Lucinges im Norden, Fillinges im Osten, Nangy im Süden sowie Arthaz-Pont-Notre-Dame und Cranves-Sales im Westen.

## Geschichte
Das Gemeindegebiet von Bonne war bereits in vorgeschichtlicher Zeit besiedelt. Der heutige Ortsname geht auf das gallische Wort bona mit der Bedeutung von befestigtes Dorf zurück. Erstmals wird Bonne 1246 urkundlich erwähnt. Seit dieser Zeit bestand Bonne aus zwei Ortsteilen: dem Flecken Haute Bonne auf dem Geländevorsprung über dem Menogetal, der im 13. Jahrhundert von den Grafen von Savoyen befestigt wurde, und dem unteren Ortsteil Basse Bonne. Im 14. Jahrhundert wurde das Städtchen mit gewissen Freiheitsrechten ausgestattet. Im Jahre 1973 wurde das vorher selbständige Loëx nach Bonne eingemeindet.

## Sehenswürdigkeiten

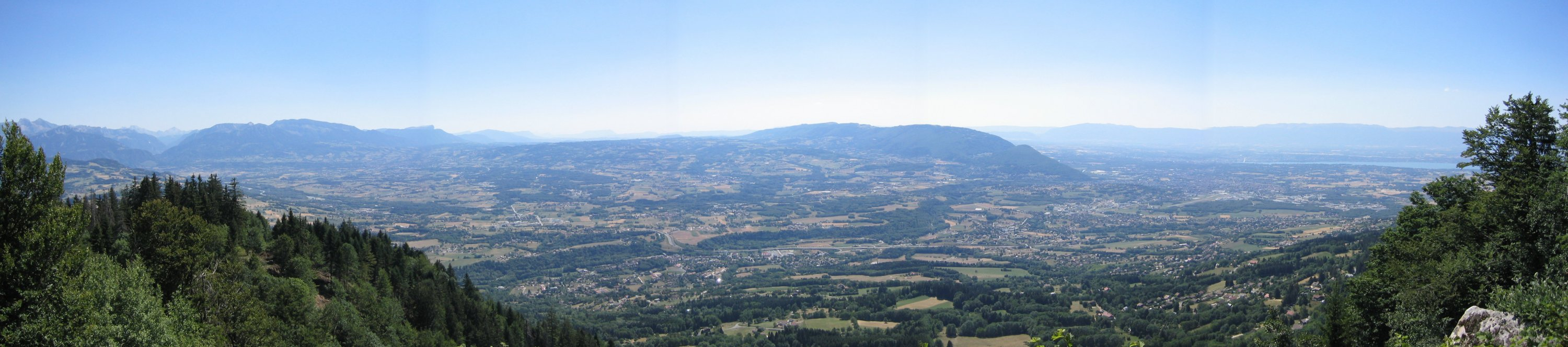
Blick auf das untere Arvetal

Die Kirche Saint-Nicolas wurde im 12. Jahrhundert im romanischen Stil erbaut und im 16. Jahrhundert vergrößert. Reste der einstigen Befestigungsmauern von Haute Bonne sind erhalten. Der Flecken zeigt verschiedene charakteristische Wohnhäuser aus dem 16. bis 19. Jahrhundert. In der Umgebung gibt es mehrere Herrensitze, darunter das Château d’Orlyé, das Château de la Charniaz und das Château de Loëx. Die ehemalige Pfarrkirche von Loëx birgt mittelalterliche Wandmalereien.

## Bevölkerung
| Jahr                       | 1962 | 1968 | 1975 | 1982 | 1990 | 1999 |
| Einwohner                  | 861  | 1016 | 1314 | 1598 | 1815 | 2098 |
| Quellen: Cassini und INSEE |      |      |      |      |      |      |

Mit 3.268 Einwohnern (Stand 1. Januar 2022) gehört Bonne zu den mittelgroßen Gemeinden des Département Haute-Savoie. Seit Beginn der 1960er Jahre wurde ein kontinuierliches starkes Bevölkerungswachstum verzeichnet. Außerhalb des alten Dorfkerns entstanden am aussichtsreichen Hang von Les Voirons zahlreiche Einfamilienhäuser.

## Wirtschaft und Infrastruktur
Bonne lebte bis weit ins 20. Jahrhundert hinein vom Kleingewerbe. Auch die Landwirtschaft hatte eine wichtige Bedeutung. Dank der Nähe zu den Hauptverkehrsachsen gibt es heute auch verschiedene größere Betriebe, darunter Bau- und Handelsfirmen. Zahlreiche Erwerbstätige sind Wegpendler, die in den größeren Ortschaften der Umgebung, vor allem im Raum Genf-Annemasse, ihrer Arbeit nachgehen.
Die Ortschaft ist verkehrsmäßig gut erschlossen. Sie liegt an der Hauptstraße D907, die von Annemasse nach Taninges führt. Der nächste Anschluss an die Autobahn A40 befindet sich in einer Entfernung von rund 4 km. Weitere Straßenverbindungen bestehen mit Douvaine und La Roche-sur-Foron.